# Квантовая радиофизика
Квантовая радиофизика — раздел радиофизики, изучающий взаимодействие электромагнитных волн с веществом, то есть явления излучения, генерации, усиления, преобразования и распространения электромагнитных волн в различных средах совместно с сопутствующими им процессами, происходящими в среде на атомном и молекулярном уровнях. Возник в 1950-е годы в СССР после открытия в 1940-х годах электронного парамагнитного резонанса, ядерного магнитного резонанса и ядерного квадрупольного резонанса.